# Nupserha gahani
Nupserha gahani là một loài bọ cánh cứng trong họ Cerambycidae.